# Радул Велики
Раду IV (рум. Radu al IV-lea; 1467—1508), познат и као Радул Велики (рум. Radu cel Mare), био је војвода Кнежевине Влашке од септембра 1495. до априла 1508. године.

## Биографија
Радул је рођен 1467. године у Трансилванији и син је Влада Калуђера , полубрата Влада Цепеша. Повезиван је са владавином оца од 1492. године, а наследио га је после 8. септембра 1495. од када је самостално владао до априла 1508. године. Његова владавина окарактерисана је као мирна, спокојна и просперитетна.
Иако се није истицао славним ратним подвизима, добио је епитет Велики и једини је војвода са тим епитетом поред молдавског војводе Стефана Великог. За време његове владавине се истицао својим политичким, културним и црквеним деловањем. Епитет Велики му је доделио румунски историчар Георге Шинкај у свом делу Хроника Румуна и других народа, а хроничари су га помињали под називима Раду Добри и Раду Вода.
Радул Велики је био вешт дипломата и својом политиком према околним силама обезбеђивао је мир и просперитет земље. Посредовао у миру у Сегедину 1503. године између Османског царства и Краљевине Угарске.
Заслужан је за довођење бившег цариградског патрихарха Нифонта II у Влашку уз помоћ кога је извршио реорганизацију цркве. Преместио је седиште митрополије из Куртее де Арђеш у Трговиште и основао је епархије у Рамникуу Валчи и Бузауу. Једна од његових најзначајнијих задужбина је манастир Деалу код Трговишта где је довео калуђера Макарија који је ту одштампао прву књигу на румунском тлу. У питању је богослужбена књига Литургијар која се појавила 1508. године.
Радул је био ожењен Каталином од Сарате са којом је имао три сина Влада Винтилу, Радуа Паисија и Мирчу Чобанула и две ћерке Карстину и Ану. Имао је и још два сина из ванбрачних веза, а то су Раду од Афумација и Раду Бадика. Занимљиво је да су сва петорица његових синова дошли на власт и били влашки владари.
Био је болешљиве природе и боловао између осталог и од од гихта познатог и као „болест краљева” с обзиром на то да повезиван са прекомерним конзумирањем црвеног меса. Због тога се у последњим годинама живота отежано кретао, а преминуо је неочекивано у 41. години 23. априлa 1508. године. Смрт Радула Великог означило је улазак у период велике нестабилности. Гроб војводе се налази у манастиру Деалу, његовој најзначајнијој задужбини.
На територији данашње Србије, војвода Радул је са великим
паркалабом жупаном Гергином подигао нову цркву манастира Лапушња подно планине Ртањ 1501. године. Такође, обновио је манастир Манастирицу код Кладова, а према мишљењу неких историчара основао је манастир Раковицу код Београда (други мисле да је у питању Радул Црни).

## Галерија
- Фреска из манастира Куртеа де Арђеш
- Радул са манастиром Деалу
- Саркофаг Радула Великог у манастиру Деалу
- Деалу, задужбина Радула Великог
- Лапушња, задужбина Радула Великог